# Félix Léon Edoux
Félix Léon Edoux (Saint-Savin-sur-Gartempe, 29 de mayo de 1827 - París, 13 de octubre de 1910) fue un ingeniero francés, inventor en 1867 de un elevador hidráulico al que bautizó con el nombre de "ascenseur" (ascensor).

## Biografía
Nacido en la pequeña localidad de Saint-Savin-sur-Gartempe, en el departamento francés de Vienne, estudió en el seminario menor de Montmorillon y posteriormente en el Colegio Real de Poitiers. En 1847, se mudó a París para completar sus estudios en la École Centrale, graduándose en 1850 como  ingeniero en Artes y Manufacturas. Comenzó a trabajar como ingeniero para la compañía Mines du Nord, donde experimentó con los combustibles y luego, para la Compagnie des chemins de fer du Midi, donde se encargó de estudiar diversos yacimientos de carbón y metales.
Después de trabajar en yacimientos metálicos en España y luego en Argelia. A su regreso a Francia en la década de 1860, se instaló en París, donde ejerció como contratista de obras públicas. Fue la observación de los primeros grandes proyectos de Haussmann lo que le llevó a imaginar un elevador de carga hidráulico, cuya patente presentó el 4 de junio de 1864. La construcción de edificios de cinco a siete pisos implicaba un sistema de distribución de agua cada vez más eficiente, aprovechando la alta presión del agua, Edoux imaginó canalizarla a través de un sistema de elevación situado en los alto del edificio. Los dos primeros "ascensores" con elevación hidráulica y de uso civil se presentaron en la galería de máquinas de la Exposición Universal de París de 1867.
Para la Exposición Universal de París de 1878, Edoux construyó un ascensor con capacidad para 80 personas, que se instaló en la torre del Palacio del Trocadero. En 1884, Gustave Eiffel encargó a Edoux el ascensor que conectaría el segundo piso de con la cima de la futura Torre Eiffel, y que funcionaría hasta 1983. Posteriormente, Edoux será uno de los primeros en Francia en construir ascensores eléctricos basándose en el modelo imaginado por el fabricante alemán Siemens AG.
Edoux abrió sus propios talleres de construcción en el barrio de Vaugirard, en el XV Distrito de París.  Creó la empresa Edoux et Cie, que en 1912 se fusionó con la de Pierre Samain, tomando entonces el nombre de Edoux-Samain. La nueva empresa empleará hasta 700 personas en los talleres de Vaugirard, durante otros 50 años. Los talleres fueron clausurados en 1964.
Fue nombrado caballero de la Legión de Honor en 1882. Falleció en París el 13 de octubre de 1910.

## Lista de sus logros
- Ascensores del castillo de Saint-Cloud (destruidos)
- Ascensor con capacidad para 80 personas, torre del Palacio del Trocadéro, durante la Exposición Universal de París de 1878.
- Ascensor doble del segundo piso a la cima de la Torre Eiffel (1889-1983)
- Elevador de mercancías para los mataderos de La Villette (París)
- Maquinaria para el Nouveau Cirque (1885-1926) situado en 251 Rue Saint-Honoré (París)
- Telón de acero de seguridad con tracción hidroeléctrica para varios teatros parisinos (patente de invención)
- Gran puerta del parque de bomberos de París (Port-Royal)
- Puertas a las bóvedas del Banco de Francia
- El "basculo", escenario desmontable del Théâtre de l' Apolo (París), destruido.